# Sanguinaccio dolce

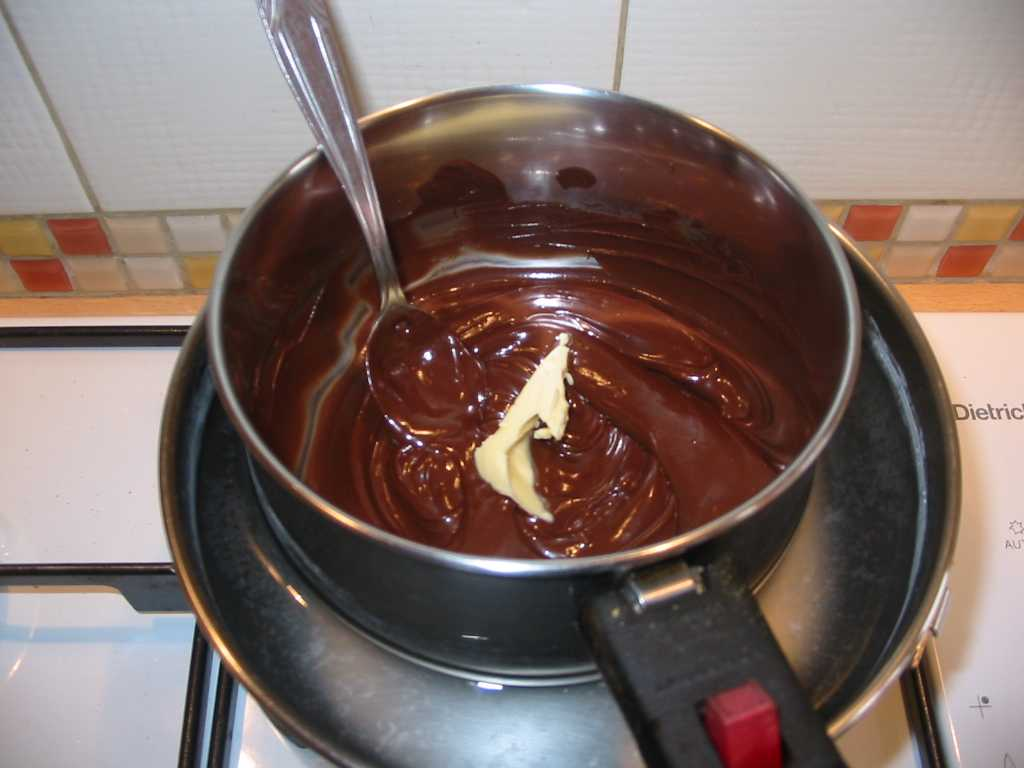
Preparación del sanguinaccio.

El sanguinaccio dolce es un dulce italiano, típico de algunas regiones del Sur de Italia (Apulia, Basilicata, Calabria y Campania), además de otras como Abruzos, Emilia-Romaña, Liguria, Marcas y Umbría.

## Descripción
El sanguinaccio se prepara como una crema a base de chocolate negro fundido. Es muy tradicional servirlo como típico dulce de carnaval. Se sirve en un recipiente caliente y cada comensal toma su ración con un savoiardo (pasta seca alargada que en español se denomina bizcocho de soletilla) o con chiacchiere.
Tradicionalmente en algunos pueblos de Italia se mezclaba el chocolate con sangre de cerdo procedente de la matanza (de ahí su nombre sanguinaccio). Hoy en día apenas se hace ya el sanguinaccio con sangre debido en parte a dos motivos: que en el año 1992 se prohibió la compraventa de sangre en Italia, y además que la matanza del cerdo dejó de ser una tradición familiar pasando a ser industrial.
En los Abruzos se caracteriza por recubrir el pan. En Umbría, concretamente en la Valtiberina, se denomina meaccio.

## En la cultura popular
El platillo aparece en la serie de televisión Hannibal, como una de las recetas preferidas de Hannibal Lecter.